# Perésitxne
Perésitxne o Peréssetxnoie (en ucraïnès Пересічне, en rus Пересечное) és una vila de la província de Khàrkiv, Ucraïna. El 2021 tenia 6.918 habitants.